# Konrad Weidling

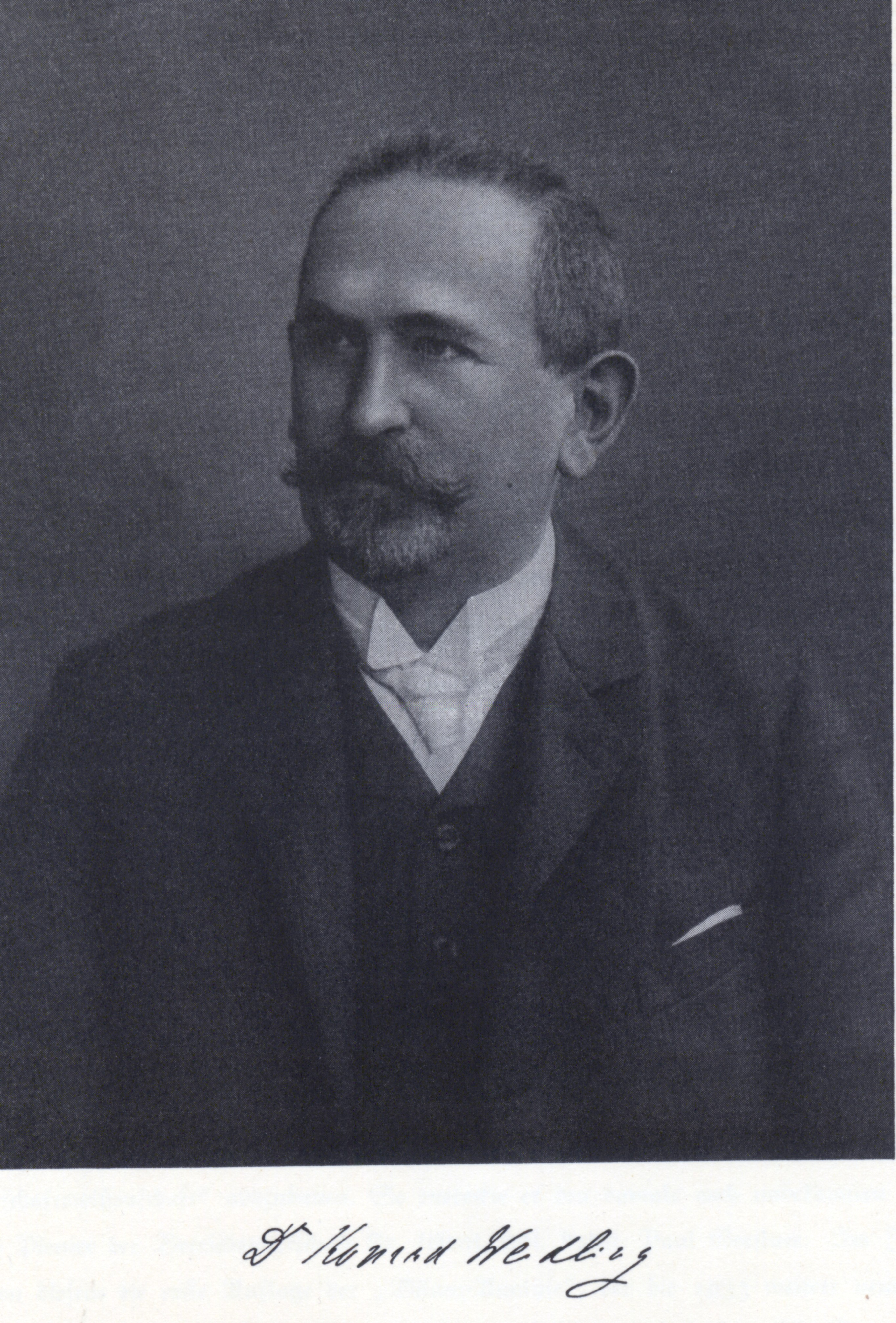
Konrad Weidling: Porträtfoto und Signatur

Konrad Friedrich Richard Weidling (* 22. September 1861 in Berlin; † 21. April 1911) war ein deutscher Verleger.

## Leben
Weidling war der Sohn des Verlegers Friedrich Weidling und seiner Frau Caroline Charlotte, geb. Schulze. Er besuchte das Königliche Kaiserin-Augusta-Gymnasium in Berlin-Charlottenburg und studierte in Berlin, München, Leipzig und Gießen Literatur- und Kunstgeschichte, später Jura. 1885 wurde er in Gießen promoviert. Ab dem 1. Oktober 1889 war Konrad Weidling Teilhaber in dem Berliner Verlag Haude und Spener, der seinem Vater gehörte; 1890 übernahm er den Verlag ganz.  In den folgenden Jahren nahm er nur wenige neue Titel in das Verlagssortiment auf, sondern führte in erster Linie die Erfolgstitel „Der Treppenwitz der Weltgeschichte“ und die „Geflügelten Worte“ fort. Weidling war daneben im Börsenverein der Deutschen Buchhändler und im Unterstützungs-Verein Deutscher Buchhändler und Buchhandlungs-Gehilfen tätig. Er verfasste zahlreiche Aufsätze zu Fragen des Buchhandels und publizierte auch eine Geschichte seines eigenen Verlages.
Seit November 1889 war er mit Dr. Susanne Weidling, geb. Kreysing verheiratet, einer Tochter des Leipziger Buchdruckers und Verlegers Gustav Kreysing. Nach dem Tode ihres Ehemannes stiftete sie am 29. April 1914 zum Andenken an ihn und seinen Vater eine „Friedrich und Dr. Konrad Weidling-Stiftung“ beim Unterstützungs-Verein Deutscher Buchhändler und Buchhandlungs-Gehülfen.

## Schriften (Auswahl)
- Das buchhändlerische Konditionsgeschäft. Ein Beitrag zum Rechte des deutschen Buchhandels, Berlin: Haude und Spener 1885 (zugl.: Giessen, Univ., Diss., 1885) (online).
- Der deutsche Buchhandel und sein Recht. In: Börsenblatt für den Deutschen Buchhandel, Nr. 160, 14. Juli 1886, S. 3750–3753 (online)  und Nr. 164, 19. Juli 1886, S. 3839–3842 (online).
- Das Pflichtexemplar in Deutschland. In: Börsenblatt für den Deutschen Buchhandel, Nr. 218, 21. September 1887, S. 4678–4680  (online) und Nr. 222, 26. September 1887, S. 4787–4790 (online)
- Die Haude und Spenersche Buchhandlung in Berlin in den Jahren 1614–1890, Berlin: Haude u. Spener 1902.